# Counter Obstacle Vehicle
Counter Obstacle Vehicle (COV) — опытный прототип военно-инженерной машины разграждения, созданный американской компанией BMY по заданию инженерных войск армии США на базе БРЭМ M88А1 для замены устаревшего саперного танка M728. По замыслу разработчиков основным назначениме машины является выполнение ряда инженерно-боевых задач при непосредственном огневом воздействии противника, например: устройство переходов через противотанковые рвы, проделывание проходов в минных полях и невзрывных заграждениях, осуществление земляных и грузоподъемных работ.
Основное рабочее оснащение:
- ножевой противоминный трал/двухпозиционный бульдозерный отвал в передней части машины. При тралении минных полей для увеличения ширины проделываемого прохода допускается использование специальных уширителей. Для контроля величины заглубления отвала используется съемное устройство с датчиками на трех кронштейнах длиной 2,2 м, которые монтируются над тралом.
- два телескопических экскаваторных манипулятора с гидравлическими приводами по обоим бортам машины. Каждая стрела может работать независимо от другой, в качестве сменных рабочих органов могут применяться: обратная лопата, грейфер, грузовой крюк, шнековый бур, молот.

На 1986 год имелась информация о создании и испытаниях двух опытных образцов, а также — о планах по оснащению каждого танкового батальона тяжелой дивизии, бронекавалерийского полка и отдельной бригады 12 машинами COV.

## Тактико-технические характеристики
- Масса, т — 65
- Габаритные размеры, м — 11,47×3,44×2,6
- Тип двигателя — AVDS 1790-5BX дизельный, с турбонаддувом
- Рабочая мощность двигателя, л.с. — 900
- Скорость хода по шоссе, км/ч — 42
- Преодолеваемые препятствия:
крутизна подъёма, град. — 30
высота вертикальной стенки, м — 1,1
ширина рва, м — 2,6
- Ширина проделываемого прохода в минном поле, м — 4,6
- Полная длина экскаваторного манипулятора, м — 9,75
- Рабочий диапазон углов стрелы манипулятора:
в горизонтальной плоскости — 180°
в вертикальной — от -60° до +60°
- Грузоподъемность стрелы манипулятора при вылете 6 м, т — 6,3
- Производительность манипулятора с обратной лопатой в средних грунтах м3/ч, — 150
- Глубина шурфа, создаваемая шнековым буром, м, — 2,44 (при диаметре шурфа 0,6 м)
- Рабочее давление в гидравлической системе, кг/см2 — 280
- Экипаж: командир машины, механик-водитель и оператор.